# Dolní Lipka (nádraží)
Dolní Lipka je železniční stanice, která se nachází v Dolní Lipce. Leží v km 90,268 jednokolejné železniční trati Hanušovice – Lichkov mezi stanicemi Hanušovice a Lichkov. Ze stanice odbočuje jednokolejná trať do Štítů, ve stanici se nachází km 0,000 této trati.

## Historie
Stanice byla dána do provozu 15. října 1873, tedy stejně jako úsek trati z Hanušovic do Lichkova, který postavila Moravská pohraniční dráha. Název stanice byl původně Grulich, po vzniku Československa pak Králíky, na dnešní název byla změněna k 1. květnu 1920.
30. prosince 1899 byla otevřena trať z Dolní Lipky do Štítů a stanice se tak stala odbočnou. 1. května 1924 bylo na trati z Dolní Lipky do Štítů zavedeno zjednodušené řízení drážní dopravy a Dolní Lipka se stala pro tuto trať dirigující, jak je tomu dodnes (2021). Na jaře roku 1939 byla postavena spojka mezi tratí z Lichkova do Mezilesí a nově zřízenou odbočkou Orlice v km 92,4 mezi Dolní Lipkou a Lichkovem, takže vlaky od Dolní Lipky do Mezilesí mohly jezdit bez úvratě v Lichkově. V roce 1947 byly odbočka a spojka zrušeny. Jako samostatná stanice s přednostou fungovala Dolní Lipka do 1. července 1994, kdy byla sloučena se sousedním Lichkovem.

### Stav do roku 2010
Stanice byla vybavena elektromechanickým zabezpečovacím zařízením s řídicím přístrojem ovládaným výpravčím v dopravní kanceláři, závislé výhybkářské přístroje ovládali signalisté na stavědlech St. 1 (hanušovické zhlaví) a St. 2. Stanice disponovala celkem pěti dopravními kolejemi, číslovány byly od staniční budovy v pořadí 5, 3, 1, 2 a 4, užitečné délky kolejí se pohybovaly v rozmezí 214 až 436 metrů. Nástupiště byla vybudována u kolejí č. 5, 3, 1 a 2. Z koleje č. 4 odbočovaly na obou zhlavích do depa vybaveného točnou, na lichkovském zhlaví ještě odbočovala vlečka Selmic. Ve stanici bylo celkem 14 výhybek (počítáno včetně výhybky 13a v depu), všechny byly přestavovány ze stavědel pomocí drátovodů. Stanice byla vybavena jednoramennými mechanickými návěstidly a mechanickými předvěstmi vjezdových návěstidel. Na hanušovickém zhlaví byla tři odjezdová návěstidla, z toho dvě skupinová (S 2-4 a S 3-5) a jedno běžné (S 1), na opačném zhlaví pak byla dvě skupinová návěstidla (L 1-5 a L 2-4). Vjezdová návěstidla byla tři: L od Červeného Potoka v km 89,788, ŠL od Králík v km 0,433 a S od Lichkova v km 90,798. Na obou záhlavích se nacházely přejezdy vybavené mechanickým přejezdovým zabezpečovacím zařízením se závorami.  Jízdy vlaků do Červeného Potoka (od roku 1997, předtím bylo sousední stanicí v tomto směru Podlesí) a Lichkova byly zabezpečeny telefonickým dorozumíváním.

### Stav po roce 2010
V roce 2010 byla mezi Dolní Lipkou a Lichkovem zřízeno automatické hradlo, v této souvislosti byla všechna návěstidla (odjezdová, vjezdové a předvěst) na lichkovské straně stanice nahrazeny světelnými návěstidly, odjezdová návěstidla však zůstala skupinová. V září 2011 pak byla za světelná vyměněna i ostatní mechanická návěstidla s výjimkou předvěstí, ty byly nahrazeny tabulkami s křížem. Na této straně stanice však byla zřízena odjezdová návěstidla nově u všech kolejí (místo původních skupinových). Konfigurace stanice zůstala bez větších změn, původní elektromechanické zabezpečovací zařízení bylo zachováno. V roce 2021 však byla kolej do depa z hanušovické strany nesjízdná, stejně tak byla nesjízdná kolej vlečky. Sousední stanicí se místo Červeného Potoka (byl degradován na zastávku a nákladiště) staly Hanušovice. V letech 2021 až 2022 se v Dolní Lipce plánuje aktivace elektronického stavědla s dálkovým ovládáním z CDP Praha, případně Lichkova.